# Дрё-Брезе, Сципион де
маркиз Сципион де Дрё-Брезе, барон де Берри (13 декабря 1793, Лез-Андели — 21 ноября 1845, замок Брезе) — обер-церемониймейстер Франции в 1829—1830 годах, последний (пятый) обер-церемониймейстер из рода Дрё-Брезе.
Старший сын Анри Эврара де Дрё-Брезе, обер-церемониймейстера в 1781—1792, 1814—1829 годах (с перерывом на Сто дней).
Обучался в кавалерийской школе Ла Флеш, был кавалерийским офицером, адъютантом маршала Сульта, участвовал в войнах Первой империи. После Реставрации Бурбонов стал офицером королевских кирасир. Вышел в отставку с военной службы в 1827 году в чине подполковника.
В 1829 году, после смерти отца, унаследовал его должность  при дворе и место в палате пэров. После революции 1830 года должность обер-церемониймейстера была упразднена, но Сципион Дрё-Брезе остался пэром Франции и проявил себя как преданный сторонник свергнутой старшей ветви Бурбонов (роялист-легитимист).
Родовое поместье — замок Брезе — сейчас открыт для посетителей. Являясь уникальным памятником архитектуры, замок располагает большими подземельями, которые также открыты для посещения. По неизвестным причинам Брезе отсутствует на большинстве туристических карт с замками Луары.

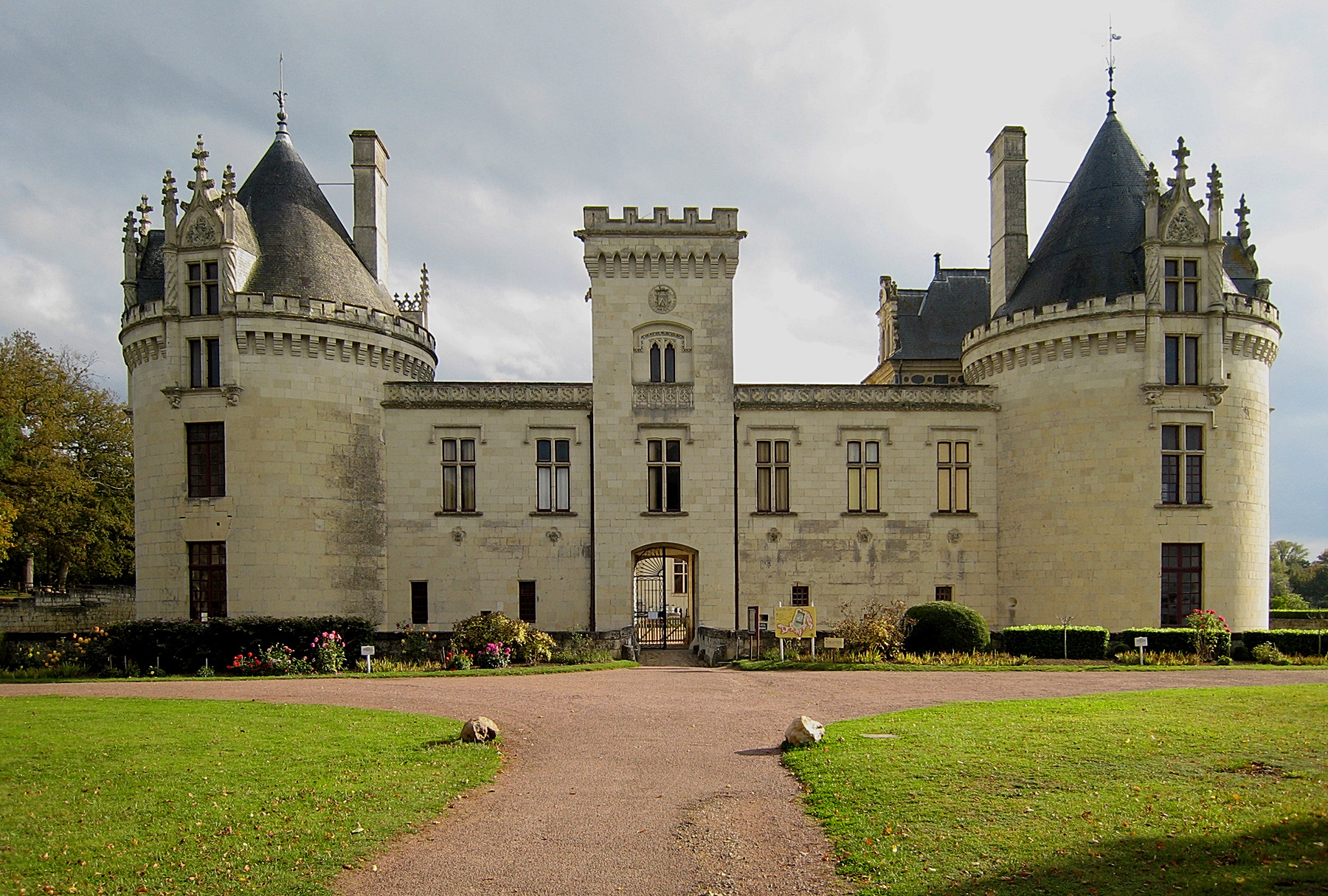
Замок Брезе, родовое поместье маркиза.